# Relațiile dintre Israel și Iran
Relațiile israeliano-iraniene se referă la relațiile dintre Israel (evrei) și Iran (Persia) de-a lungul timpului.

## Relatări biblice

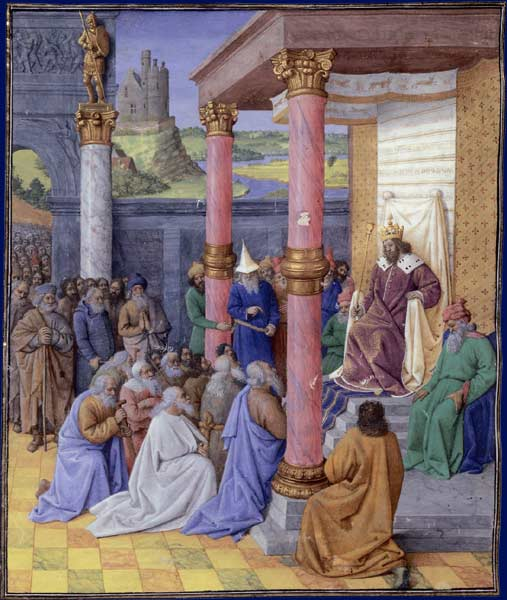
Regele persan Cyrus cel Mare le permite evreilor să se întoarcă la Ierusalim

Începuturile istorie evreiești în Iran sunt relatate în texte biblice.  Cărți biblice Isaia, Daniel, Ezra, Neemia, Cronici și Estera conțin referințe la viața și experiențele evreilor în Persia.  În cartea lui Ezra, regele persan Cyrus cel Mare este considerat ca fiind cel care a permis evreilor să se întoarcă la Ierusalim și să-și reconstruiască templul; reconstrucție care a avut loc "după porunca lui Cirus, lui Darius și lui Artaxerxe, împăratul perșilor." (Ezra 6: 14).

## Starea conflictuală dintre Israel și Iran
Conflictul israeliano-iranian din 2011-prezent este o parte a Conflictului arabo-israelian și se referă la tensiunile politice și ostilitățile deschise între Iran și comunitatea evreiască din Orientul Mijlociu ca urmare a dezvoltării unui program nuclear militar iranian.

### Evenimente
Israelul va lua singur decizia de a ataca Iranul, a declarat sâmbătă 18 februarie 2012, la postul național de televiziune din Tel Aviv, șeful Statului Major al armatei israeliene, generalul Beni Gantz, în timp ce consilierul pentru securitate națională al președintelui american este gata să înceapă o vizită în Israel, transmite AFP.

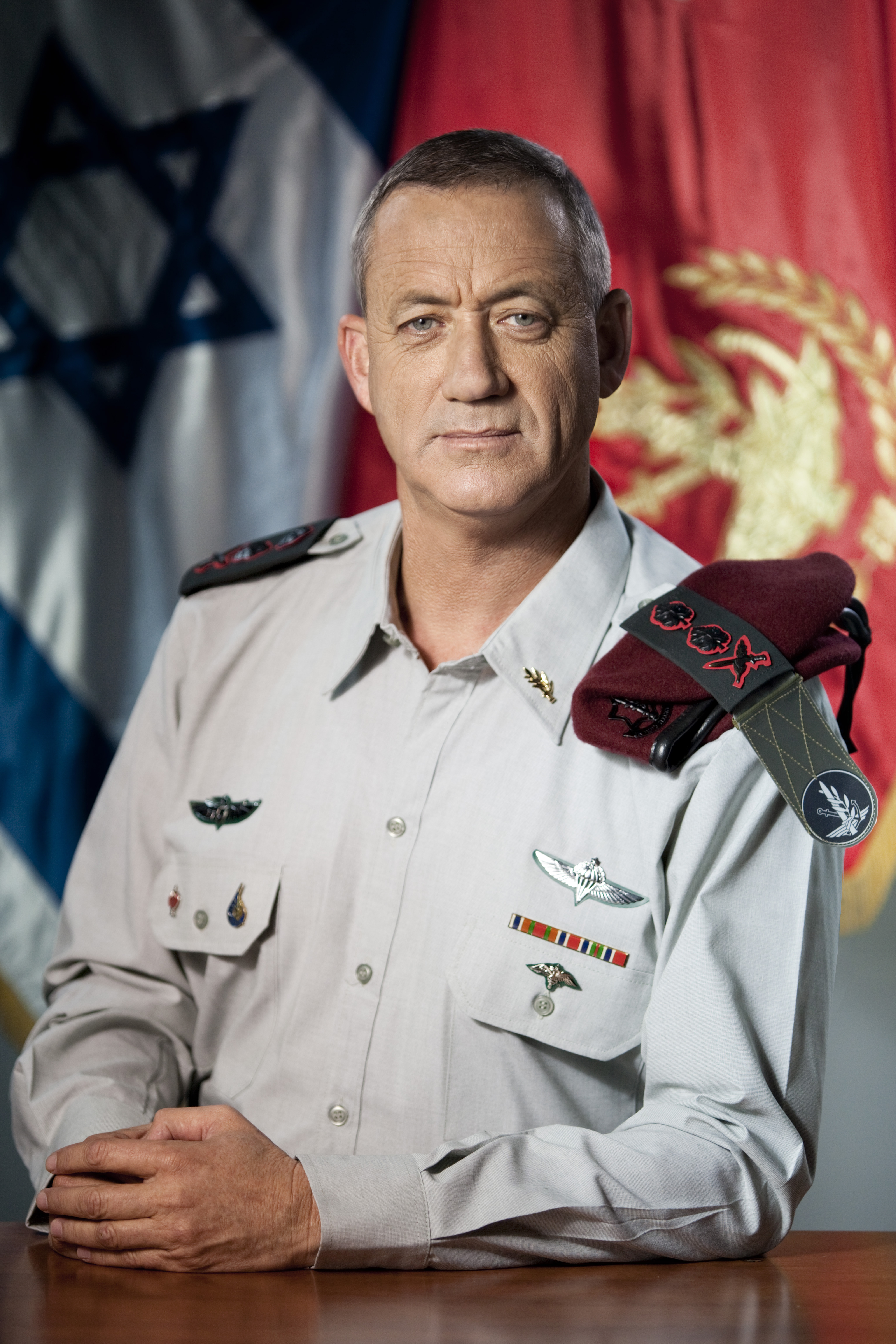
Generalul Beni Gantz

Potrivit cotidianului american Washington Post, Leon Edward Panetta, al 23-lea secretar american al apărării, consideră (știre în februarie 2012) că există o „foarte mare probabilitate ca, în primăvară, Israelul să pornească o intervenție militară împotriva instalațiilor militare din Iran”.
Două nave de război trimise de Iran, sâmbătă 18 februarie 2012, în Marea Mediterană au ajuns în portul sirian Tartous. Cele două nave sunt într-o misiune de înarmare și instruire a marinei militare siriene.

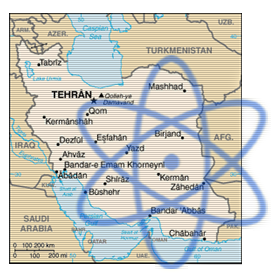
Iranul a anunțat progresele făcute de programul nuclear și a încetat să mai vândă petrol companiilor franceze și britanice

La 15 februarie, Iranul a anunțat progresele făcute de programul nuclear pe care îl conduce, printre acestea numărându-se o nouă generație de centrifuge mai performante și posibilitatea de a îmbogăți uraniul până la 20%.
La 5 martie, președintele american Barack Hussein Obama, în cadrul unei întâlniri la Washington cu premierul israelian, Benjamin Netanyahu, a declarat că „se vorbește prea mult de un război” împotriva Iranului. și că acest lucru duce la „creșterea prețului petrolului, de care [Iranul] depinde pentru a-și finanța programul nuclear”.
După întreruperea discuțiilor cu Occidentul privind programul nuclear iranian, comandantul adjunct al Gărzii Revoluționare, generalul Hossein Salami a declarat la 30 iunie 2012 că „Iranul are control total asupra tuturor intereselor inamicului în întreaga lume și este pe cale de a ajunge să fie echivalent cu puterile mondiale”. Garda Revoluționară ar deține peste o mie de rachete balistice capabile de a atinge toate bazele americane din regiune, tot teritoriul Israelului și unele capitale din Europa și în colaborare cu China și Coreea de Nord, Iranul construiește și rachete intercontinentale.